# سولارپانک

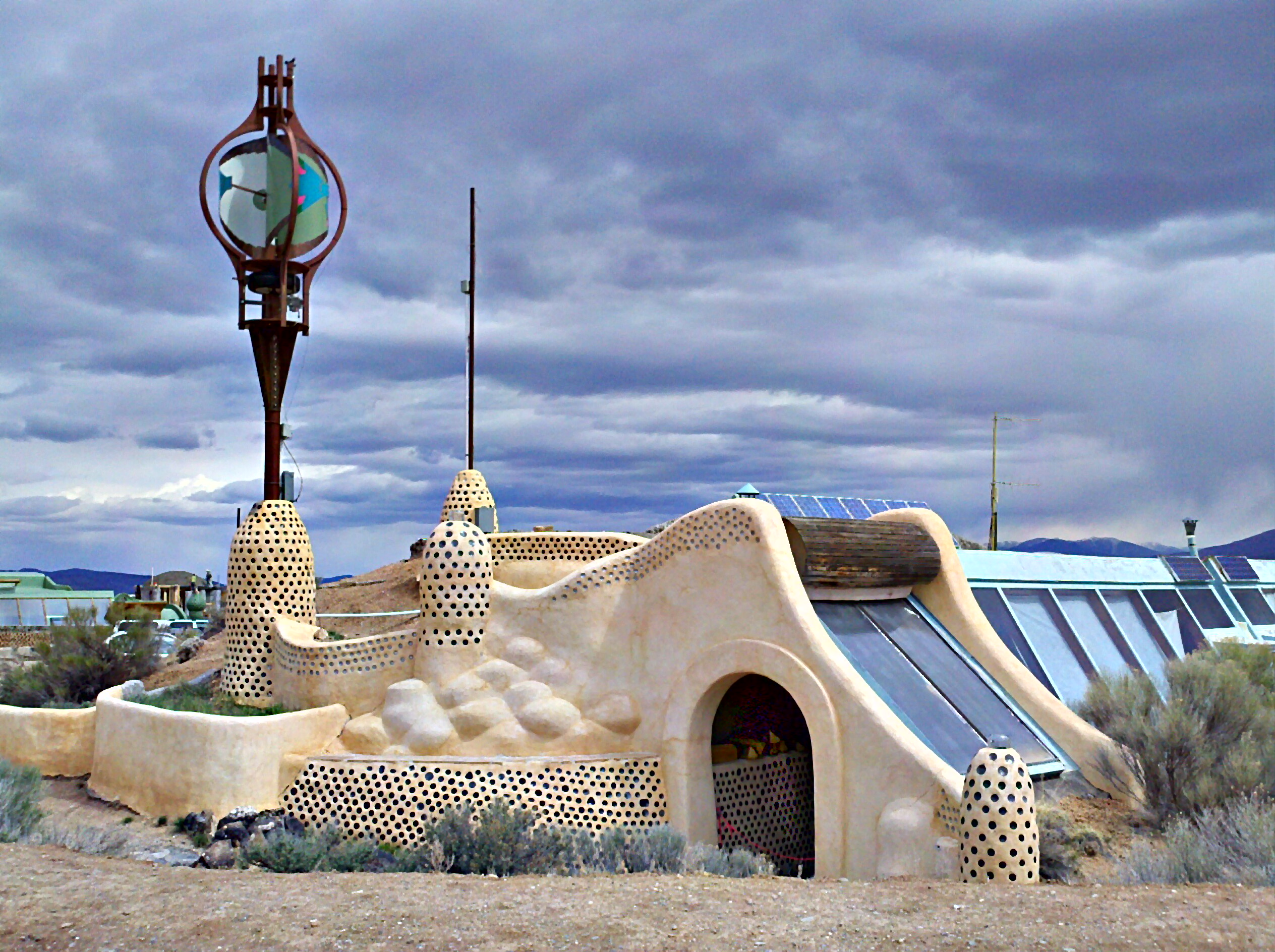
سولارپانک ممکن است از کشتی‌های زمینی که نمونه‌ای از معماری پایدار هستند الهام بگیرد.

سولارپانک (به انگلیسی: Solarpunk) یک جنبش ادبی و هنری است که برای تحقق بخشیدن به آینده‌ای پایدار در ارتباط با طبیعت و جامعه تلاش می‌کند. «سولار» انرژی خورشیدی را به‌عنوان منبع انرژی تجدیدپذیر و چشم‌اندازی خوش‌بینانه از آینده نشان می‌دهد که از نابودی آب و هوا جلوگیری می‌کند، درحالی‌که «پانک» به شور و شوق ضدفرهنگی، پساسرمایه‌داری و استعمارزدایی برای ایجاد چنین آینده‌ای اشاره دارد.
سولارپانک به‌عنوان یک زیرژانر علمی تخیلی ادبی و جنبش هنری، به این موضوع می‌پردازد که اگر بشریت در حل چالش‌های بزرگ معاصر با تأکید بر پایداری، تأثیر انسان بر محیط‌زیست و پرداختن به تغییرات آب‌وهوایی و آلودگی موفق شود، آینده چگونه خواهد بود. سولارپانک با مشتقات سایبرپانک هماهنگ است و ممکن است عناصری از ژانرهای اتوپیایی و فانتزی به عاریت بگیرد.
سولارپانک پوششی برای ژانر سایبرپانک در صنعت مد است. هر دو ژانر ضدفرهنگ‌های فراصنعتی را ایجاد و تثبیت می‌کنند. سولارپانک از طریق به تصویر کشیدن روابط اجتماعی-اکولوژیکی، شورشی تحریک‌کننده برمی‌انگیزد، در حالی که سایبرپانک موضوع شورش را از طریق محیط‌های ثانویه جداشده، که اغلب در حوزه‌های داده ملموس، مناظر مجازی، و محیط‌های شهری دیستوپیایی رخ می‌دهد، به پیش می‌برد. سولارپانک از سبک بوهمی الهام گرفته‌است. هم‌گرایی، محیط‌گرایی و هنر به‌عنوان چارچوبی برای هر دو زیرژانر عمل می‌کند. تفسیر سولارپانک از جمع‌گرایی اجتماعی به‌شدت با فردیت ضدفرهنگ بوهمیایی تضاد دارد. سولارپانک فردیت را به‌عنوان یک جزء جدایی‌ناپذیر از پیشرفت‌گرایی به‌رسمیت می‌شناسد و تمایزات اجتماعی-فرهنگی را به‌عنوان انگیزه‌ای برای تغییر شناسایی می‌کند، اگرچه سولارپانک این عناصر را در چارچوب اجتماعی-اکولوژیکی بزرگتر در بر می‌گیرد؛ به‌گونه‌ای که با ادعای بوهمیایی مبنی بر این‌که فردیت به تنهایی تنها انگیزه برای تغییر عمل است، در تضاد است.